# Невшатель

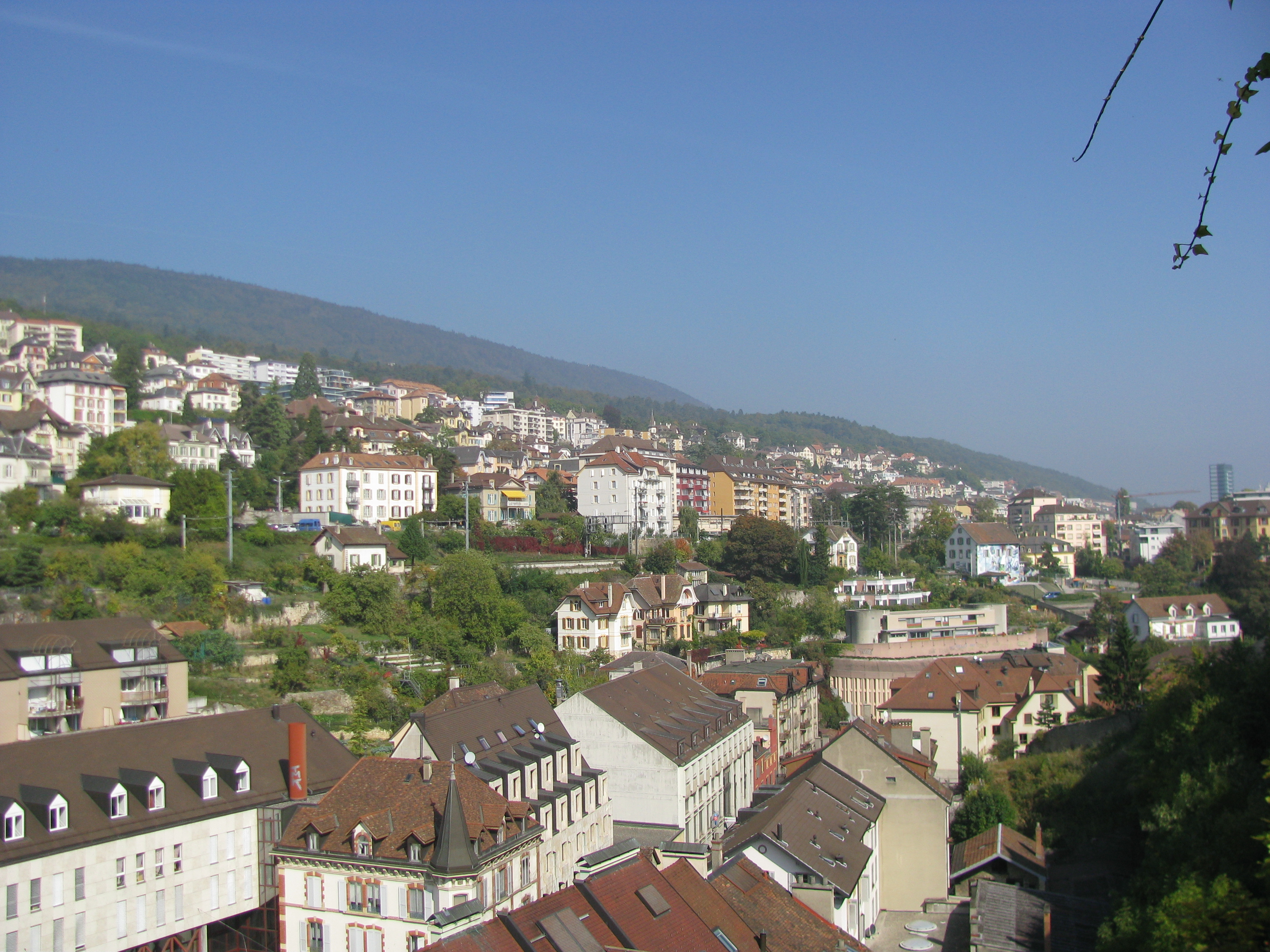
Невшатель

Невшатель (фр. Neuchâtel, нім. Neuenburg) — місто  в Швейцарії, адміністративний центр кантону Невшатель.

## Географія
Місто розташоване на відстані близько 40 км на захід від Берна.
Невшатель має площу 30,1 км², з яких на 29,8% дозволяється будівництво (житлове та будівництво доріг), 16,3% використовуються в сільськогосподарських цілях, 53,6% зайнято лісами, 0,2% не є продуктивними (річки, льодовики або гори).

## Історія
У 1711 р. грецький лікар Ейріні д'Ейрініс виявляє поклади природного асфальту в містечку Валь-де-Травер (сучасне місто Невшатель у Швейцарії), де в 1719 році відкриває бітумну шахту, яка функціонувала до 1986 року.

## Демографія
2019 року в місті мешкало 44 588 осіб (+1,8% порівняно з 2010 роком), іноземців було 31,6%. Густота населення становила 1483 осіб/км².
За віковим діапазоном населення розподілялося таким чином: 19,4% — особи молодші 20 років, 62,6% — особи у віці 20—64 років, 18% — особи у віці 65 років та старші. Було 21631 помешкань (у середньому 2 особи в помешканні).
Із загальної кількості 35 804 працюючих 100 було зайнятих в первинному секторі, 5522 — в обробній промисловості, 30 182 — в галузі послуг.

## Клімат
| Клімат Невшталя                            | Клімат Невшталя | Клімат Невшталя | Клімат Невшталя | Клімат Невшталя | Клімат Невшталя | Клімат Невшталя | Клімат Невшталя | Клімат Невшталя | Клімат Невшталя | Клімат Невшталя | Клімат Невшталя | Клімат Невшталя | Клімат Невшталя |
| Показник                                   | Січ.            | Лют.            | Бер.            | Квіт.           | Трав.           | Черв.           | Лип.            | Серп.           | Вер.            | Жовт.           | Лист.           | Груд.           | Рік             |
| Середній максимум, °C                      | 3,9             | 5,6             | 10,6            | 15,0            | 18,9            | 22,9            | 25,3            | 24,7            | 19,8            | 14,1            | 8,1             | 4,6             | 14,5            |
| Середня температура, °C                    | 1,8             | 2,6             | 6,5             | 10,3            | 14,2            | 18,0            | 20,1            | 19,6            | 15,5            | 10,8            | 5,8             | 2,6             | 10,7            |
| Середній мінімум, °C                       | −0,3            | −0,1            | 2,9             | 6,0             | 9,9             | 13,5            | 15,4            | 15,2            | 11,7            | 8,0             | 3,5             | 0,6             | 7,2             |
| Середня кількість сонячних годин на місяць | 52              | 92              | 157             | 188             | 208             | 232             | 254             | 234             | 179             | 108             | 56              | 40              | 1800            |
| Норма опадів, мм                           | 69              | 58              | 63              | 67              | 87              | 87              | 92              | 99              | 77              | 88              | 76              | 92              | 956             |
| Днів з опадами                             | 9,9             | 8,9             | 9,0             | 9,2             | 11,4            | 10,4            | 10,3            | 10,2            | 8,5             | 10,4            | 9,6             | 10,5            | 118,3           |
| Днів зі снігом                             | 3,4             | 2,7             | 1,1             | 0,3             | 0,0             | 0,0             | 0,0             | 0,0             | 0,0             | 0,0             | 1,0             | 2,6             | 11,1            |
| Вологість повітря, %                       | 82              | 76              | 68              | 65              | 67              | 67              | 64              | 68              | 73              | 80              | 82              | 83              | 73              |
| ------------------------------------------ | --------------- | --------------- | --------------- | --------------- | --------------- | --------------- | --------------- | --------------- | --------------- | --------------- | --------------- | --------------- | --------------- |

## Освіта
- Невшательський університет

## Музеї
- Латеніум

## Транспорт

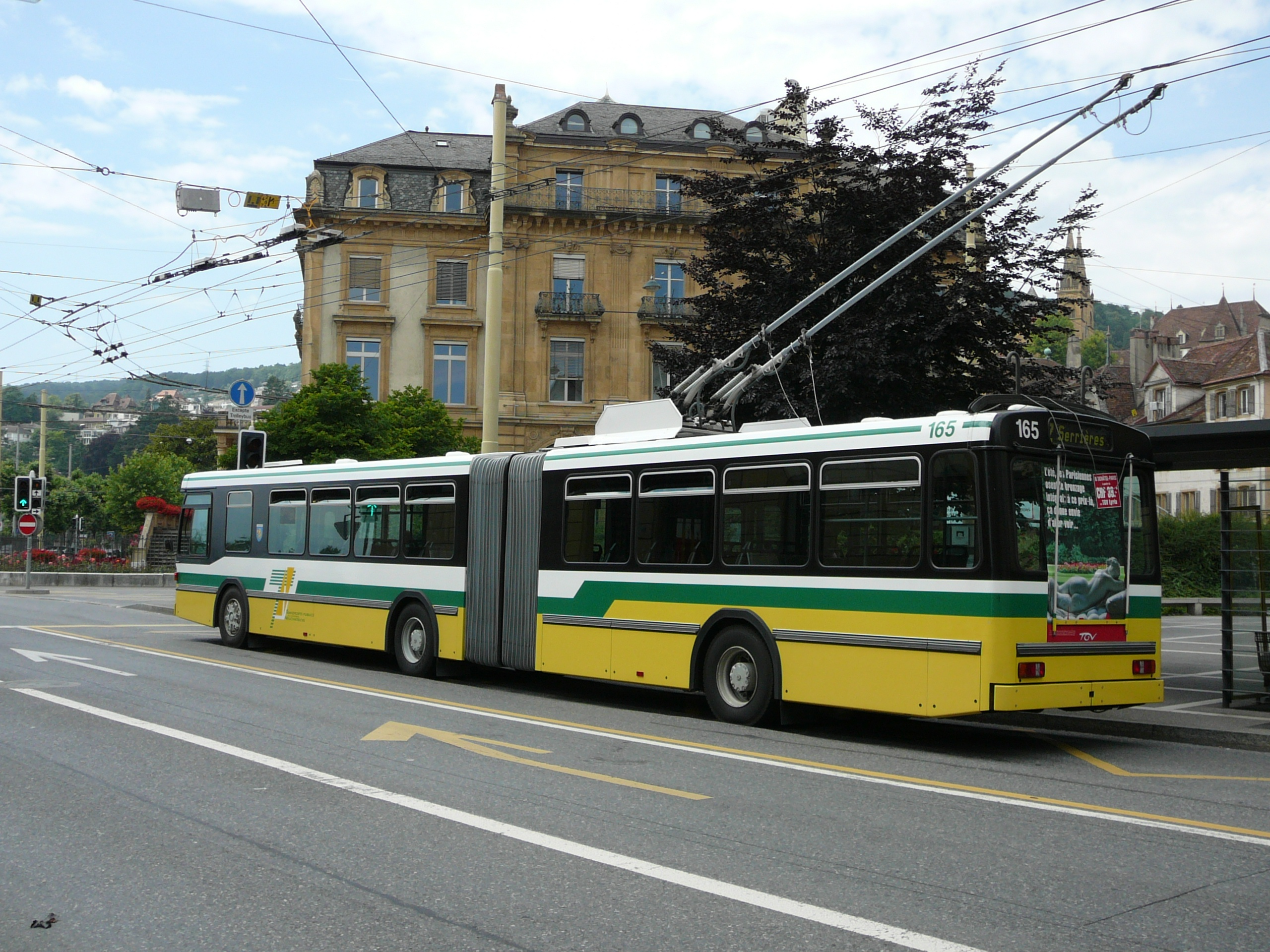
Тролейбус прямує набережною Невшательського озера

- Невшатель має місцевий громадський транспорт, перевезення здійснює компанія Les Transports Publics du Littoral Neuchâtelois (TN), яка експлуатує велику тролейбусну мережу, три фунікулери (фунікулер Ла-Кудре - Шомон[6], Фунамбул, фунікулер Екліз - План[7]) та міжміську трамвайну лінію до Будрі. Загальна довжина мережі TN складає 81,2 км. Вона обслуговує 78 400 чоловік (більше половини — щодня), і в 2007 році перевезено 17 670 000 осіб.[8]
- Залізнична станція Невшатель — станція на лінії Юрафусліні. Зі станції також можливо потягом дістатися Парижу за 4 години.
- Біля міста розташовано два аеропорти — Аеропорт Невшатель знаходиться приблизно за 6 км від центру міста, і за 9 хвилин їзди в місто трамваєм. Це невеликий аеропорт, який не пропонує комерційних рейсів та аеропорт Лез-Еплатюр. Місто також сполучено з чотирма міжнародними аеропортами: Берн, Женева, Базель та Цюрих, які відповідно розташовані за 58 км, 122 км, 131 км і 153 км по автостраді. Аеропорти Женеви та Цюриха мають прямі поїзди до Невшателя, що прямують до міста відповідно за 1 год 17 хв та 1 год 49 хв[9]
- Компанія Société de Navarre sur les Lacs de Neuchâtel et Morat SA — пароплавна компанія, яка обслуговує 17 містечок на Невшательському озері, 6 міст на Муртенському озері та 7 міст на Більському озері з 6:30 ранку до 9 вечора. Деякі судна пропонують безкоштовний wi-fi[10]

## Відомі люди
В місті народились:
- Авраам Луї Бреге — французький годинникар, винахідник.
- Еммеріх де Ваттель — швейцарський юрист, філософ, дипломат.
- Жан-Поль Марат — французький революціонер, очільник клубу якобінців, публіцист, член конвенту.